# Abraxas heringi
Abraxas heringi är en fjärilsart som beskrevs av Kardakoff 1928. Abraxas heringi ingår i släktet Abraxas och familjen mätare. Inga underarter finns listade i Catalogue of Life.